# Verkiezingen voor het Europees Parlement 2009/Kandidatenlijst/Europese Klokkenluiders Partij
Hieronder staat de kandidatenlijst van de Nederlandse afdeling van Europese Klokkenluiders Partij voor de Europese Parlementsverkiezingen 2009.

## Kandidatenlijst
1. Joeri Wiersma
2. Engel Vrouwe
3. Harm Wiersma
4. Henk Schattenberg
5. Hanco Elenbaas
6. Anne Polak
7. Gerard de Wilde
8. Ineke Schouten
9. Lex Sjerp
10. Willem Sikkes

CDA · 
PvdA ·
VVD ·
GroenLinks ·
SP ·
CU-SGP ·
D66 ·
Newropeans ·
Europa Voordelig! & Duurzaam ·
Solidara ·
PvdD ·
Europese Klokkenluiders Partij ·
De Groenen ·
PVV ·
Liberaal Democratische Partij ·
Partij voor Europese Politiek ·
Libertas